# 寻路中国
，简称《寻路中国》，是美国作家彼得·海斯勒创作的一本书。海斯勒希望以中国最普通的老百姓作为写作对象创作一本书，其写作大约从2005年开始，差不多用了6年的时间来完成。该书记录了作者沿长城自驾游、在传统村庄居住和在中国南方工厂游览的经历，于2010年在美国由哈珀出版社出版。2011年，《寻路中国》在中国大陆以删减少量内容的形式出版。该书出版后成为了中国大陆的畅销书籍，并获得了评论的普遍好评。2010年，该书成为了《紐約時報書評》的百大书籍之一。

## 背景与创作
《寻路中国》由彼得·海斯勒创作。海斯勒喜欢观察记录普通人的生活故事，他认为21世纪的前十年，中国最重要的事情是有许多人从农村来到城市，这些变化有历史价值。但是中国人太忙了，他们没有时间关心这些，而中国的大多数记者和大城市的知识分子也很少关注农村来的人这类人群，因而决定以中国最普通的老百姓作为写作对象创作一本书。
2001年，海斯勒考了中国驾照，独自驾车从北京出发沿着长城到甘肃、青海游览，希望以此帮助自己了解中国北方，了解中国农村。次年，他在长城沿途一个偏远的传统村庄租了一间房子，希望以此联接到中国的过去。海斯勒见证了当地经济迅速发展，但他同时注意到了财富和发展增加的经济发展带来的一些弊端，联想到了美国的生活。海斯勒还在中国南方工业区旅行，观察当地的工厂与城镇，以探究中国未来的可能性。他表示，“几乎所有我们（美国人）要买的小东西，甚至是东西的零件，对于中国的某些人来说，都是充满雄心与竞争，风险与机遇的全世界。”而这些经历也成为了该书的主要内容。《寻路中国》的写作大约从2005年开始，差不多用了6年的时间来完成。为了完成这本书，海斯勒在考察的同时也查阅了许多书籍，还采访了一些专家、学者。

## 内容与出版
《寻路中国》的封面是一个假警察站在乡村公路边的照片。对于封面，海斯勒解释称：“因为书里面写到过警察，同时也是因为好玩，一种幽默。”该书一共分为城墙、村庄与工厂三个章节。《纽约时报》表示，这本书传递了“中国是一个‘马不停蹄向前飞奔的国家’，正在走出‘农业和民间传统，进入新城市和工厂如雨后春笋般出现的未来’”的信息。2010年，《寻路中国》在美国由哈珀出版社出版。
在中国大陆，《寻路中国》则由上海译文出版社社科编辑室主任张吉人引进。《寻路中国》在美国出版时，张吉人认为“一个外国人写当代中国普通人的生活，很少有这样独特的文本”，于是他决定引进海斯勒的“中国三部曲”。2010年，张吉人与海斯勒取得联系，称当时的政治氛围正好适合出版《寻路中国》。哈勒斯与他签订了出版合同后，约2011年初，该书正式引进出版。在当地出版时，海斯勒表示全书的审查力度不大，书中对于中国共产党对基层选举的操控、工厂违规、官员腐败的描述均得到完整保留。全书仅删除了与反对中国共产党统治、法轮功以及一名蒙古族导游对成吉思汗的相关描述这三处内容。被删除的内容则被海斯勒单独展示在个人官方网站上。

## 反响
《寻路中国》最初在中国大陆出版时，出版社认为当地民众对外国人写中国的书兴趣并不大，因此，书籍的印刷量较小。但是，书籍出版之后成为了中国大陆的畅销书籍。截至2016年，《寻路中国》在中国大陆销量已超过了20万册。书籍出版后，书中第二章介绍的三岔村受到了广泛关注，有许多人因为这本书来到了三岔村进行实地体验。
《寻路中国》是《紐約時報書評》的2010年百大书籍之一。该报的德怀特·加纳写道：“海斯勒完美地整理出了事实（……）他将这些事实优美地组合在一起。有时候，你会担心他是不是在刻意让你痴迷上他那些精谨细致的句章，也有时候，在迷迷糊糊的段落附近，你也会看到书的条理。”《华盛顿邮报》的喬納森·亞德利表示：“《尋路中國》是一本關於中國的極佳好書，同時也是描述人性的絕妙佳作。”《出版者周刊》认为，海斯勒在書中“有着寻找中国那些将中国巨变描绘得容易理解和感动的个体之故事的诀窍。”《南方日报》的郭珊评论道：“作为一本私人记录，《寻路中国》里直观、诚实、利落的文字和图片，随机性和现场感十足的发现和交流，有如美国人最擅长的『公路题材』，比大部头著作更具优越的亲和力。”《寻路中国》是新浪中国好书榜2011年度“十大好书”之一。